# Église Saint-Restitut de Saint-Restitut
L'église Saint-Restitut est une église romane située à Saint-Restitut, dans le département français de la Drôme en région Rhône-Alpes.
Cette église du XIIe siècle constitue un des plus beaux exemples d'art roman provençal inspiré de l'antique, au même titre que la chapelle Saint-Quenin de Vaison-la-Romaine, la cathédrale Notre-Dame de Saint-Paul-Trois-Châteaux, la cathédrale Notre-Dame-des-Doms d'Avignon, la chapelle Notre-Dame d'Aubune et l'église Notre-Dame-du-Lac du Thor.

## Historique
La partie la plus ancienne de l'édifice est constituée d'une tour funéraire du XIe siècle sous laquelle auraient été ensevelis les restes de saint Restitut, premier évêque (episkopos) du Tricastin, qui serait Sidoine, l'aveugle né guéri par Jésus à la piscine de Siloé (avant qu'il ne changeât son nom lors de son départ de Palestine en mémoire du miracle qui lui restitua la vue). La Tradition chrétienne soutient cette version bien que le premier évêque du Tricastin ne soit attesté qu'à partir du IVe siècle (l'évêque saint Paul). Elle est basée principalement sur la Vita de saint Restitut datant du XVe siècle. Une église est venue s'accoler à cette tour au milieu du XIIe siècle.
Au XVe siècle, le dauphin de France Louis, futur Louis XI, a effectué son pèlerinage, en rendant hommage au tombeau de saint Restitut. 

## Protection
L'église Saint-Restitut fait l'objet d'un classement au titre des monuments historiques par la liste de 1840 : elle fait partie de la première liste de monuments historiques français, la liste des monuments historiques protégés en 1840, qui comptait 1 034 monuments.

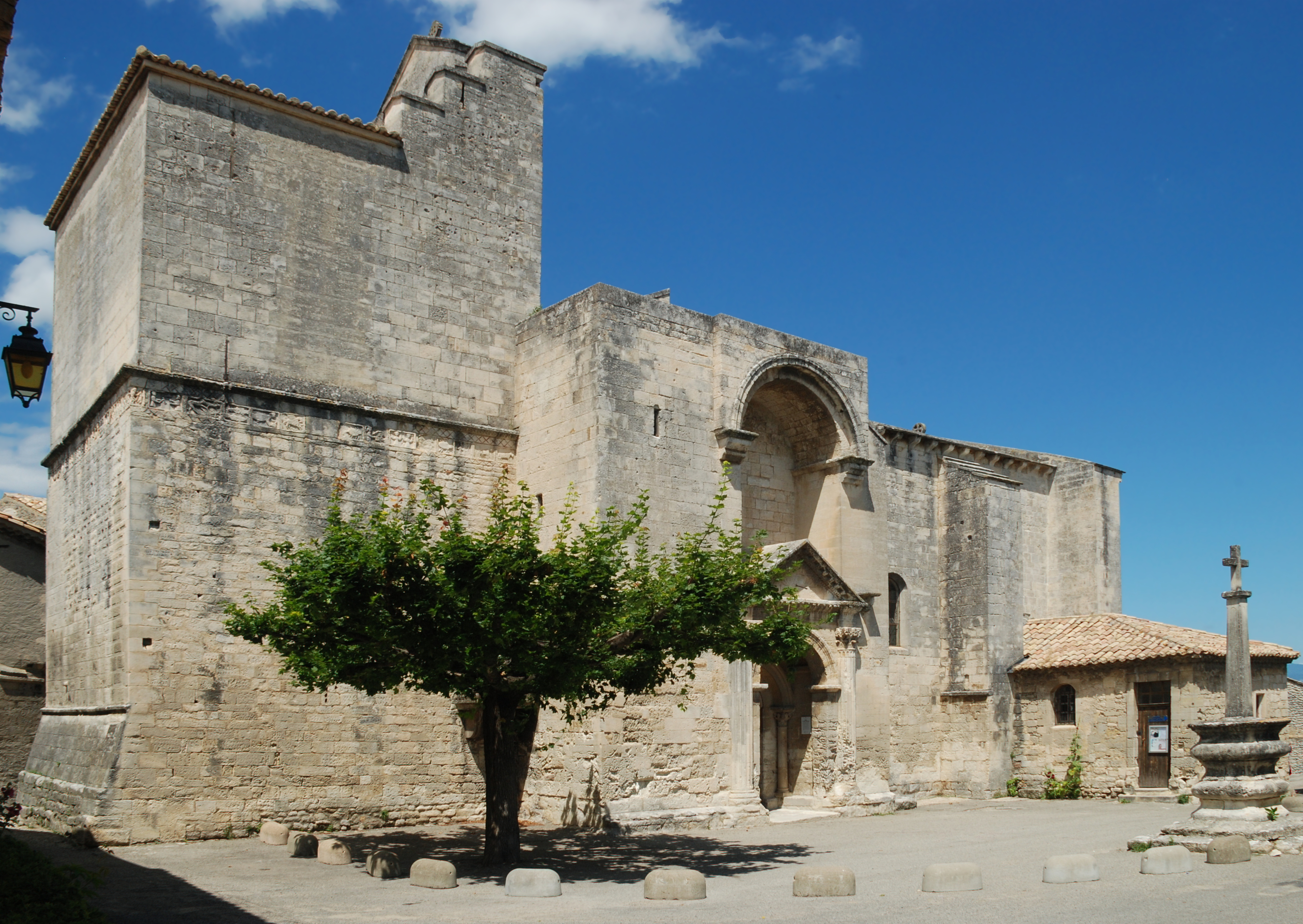
La façade méridionale.

## Architecture

### Tour funéraire
La partie occidentale de l'édifice est une tour funéraire du XIe siècle antérieure à l'église proprement dite, qui date du XIIe siècle.
Cette tour funéraire est décrite dans un article détaillé :

### Abside occidentale
À l'instar de l'église Saint-Michel de La Garde-Adhémar, l'église de Saint-Restitut aurait possédé une abside occidentale (aujourd'hui disparue) qui était accolée contre la façade ouest de la tour.

### Porche méridional
Le porche méridional représente l'archétype du porche roman provençal inspiré de l'antiquité gréco-romaine : 
- colonnes engagées cannelées ;
- chapiteaux à feuilles d'acanthe ;
- entablement à l'antique avec frise de palmettes et corniche ornée d'une frise de grecques (très abîmée) ;
- fronton triangulaire.

Le porche, logé entre deux contreforts, est surplombé par un imposant arc en plein cintre situé plusieurs mètres plus haut.
Les vantaux du portail sont ornés de superbes pentures et d'un heurtoir ou marteau de porte en forme de tête de lion. Ces pièces ont été réalisées par le ferronnier Pierre François Marie Boulanger auteur des remarquables pentures du portail central de la cathédrale Notre-Dame de Paris.
Des feuilles d'acanthe du chapiteau droit surgissent un visage et deux mains.

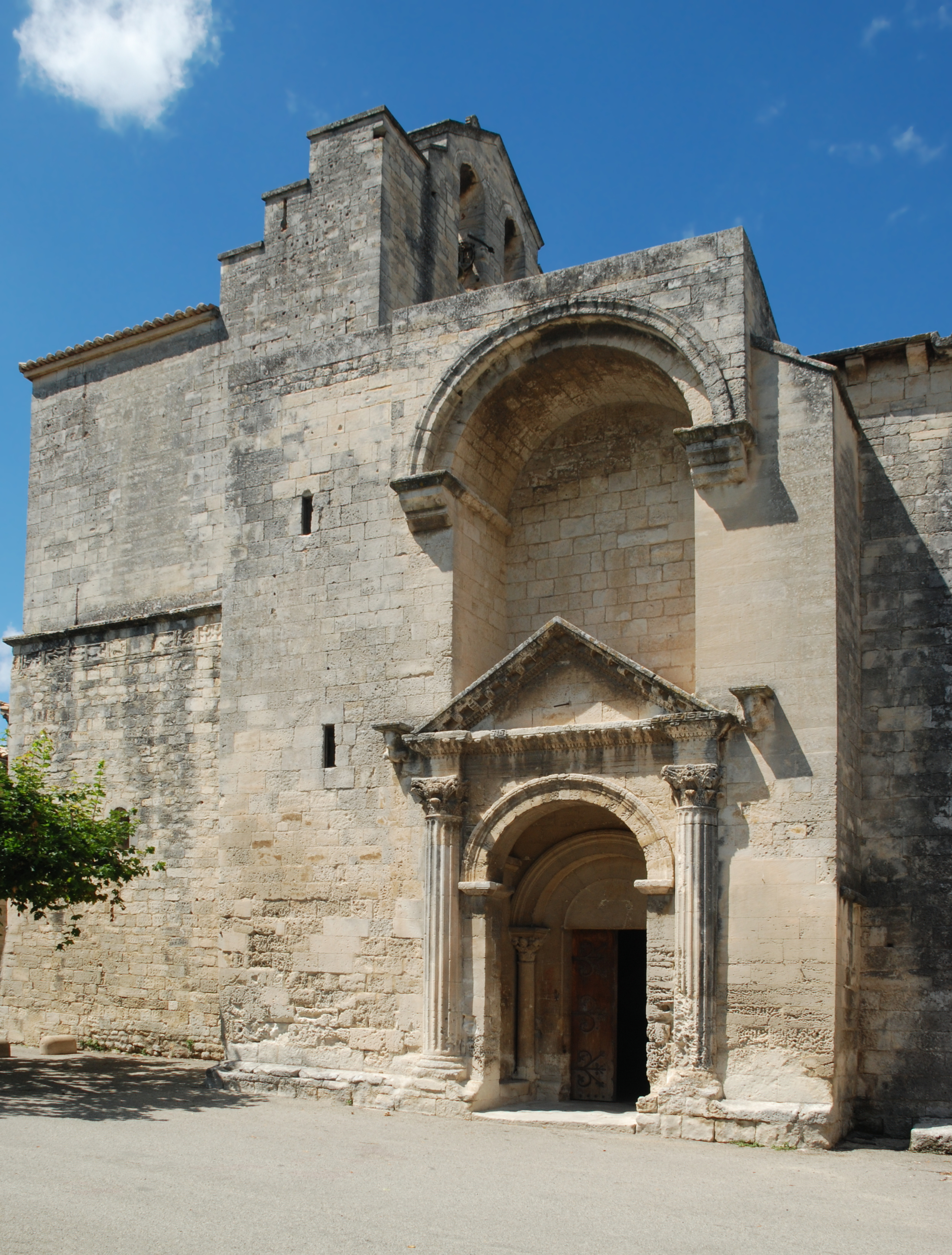
Le porche méridional et la tour funéraire.
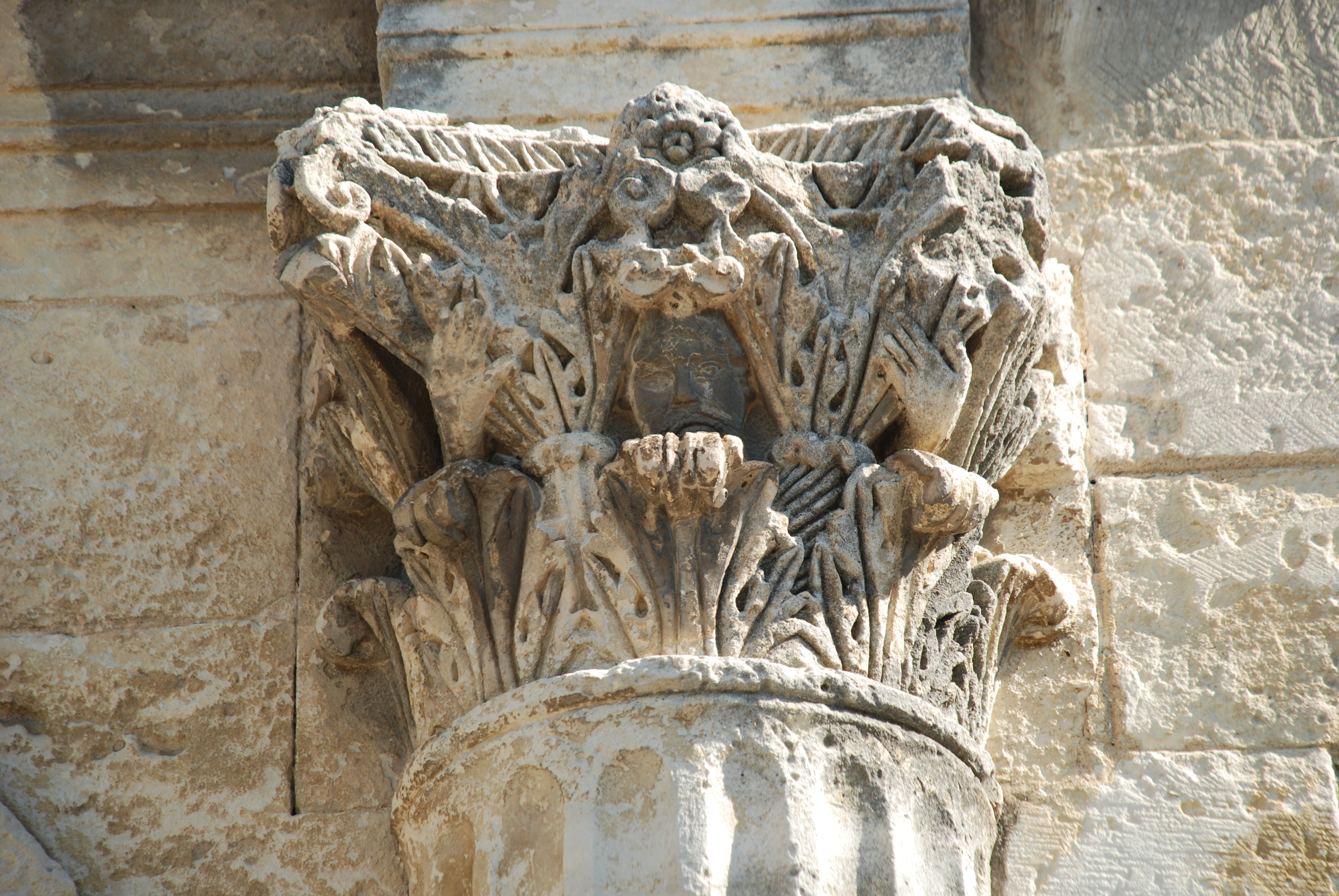
Visage surgissant des feuilles d'acanthe du chapiteau droit.
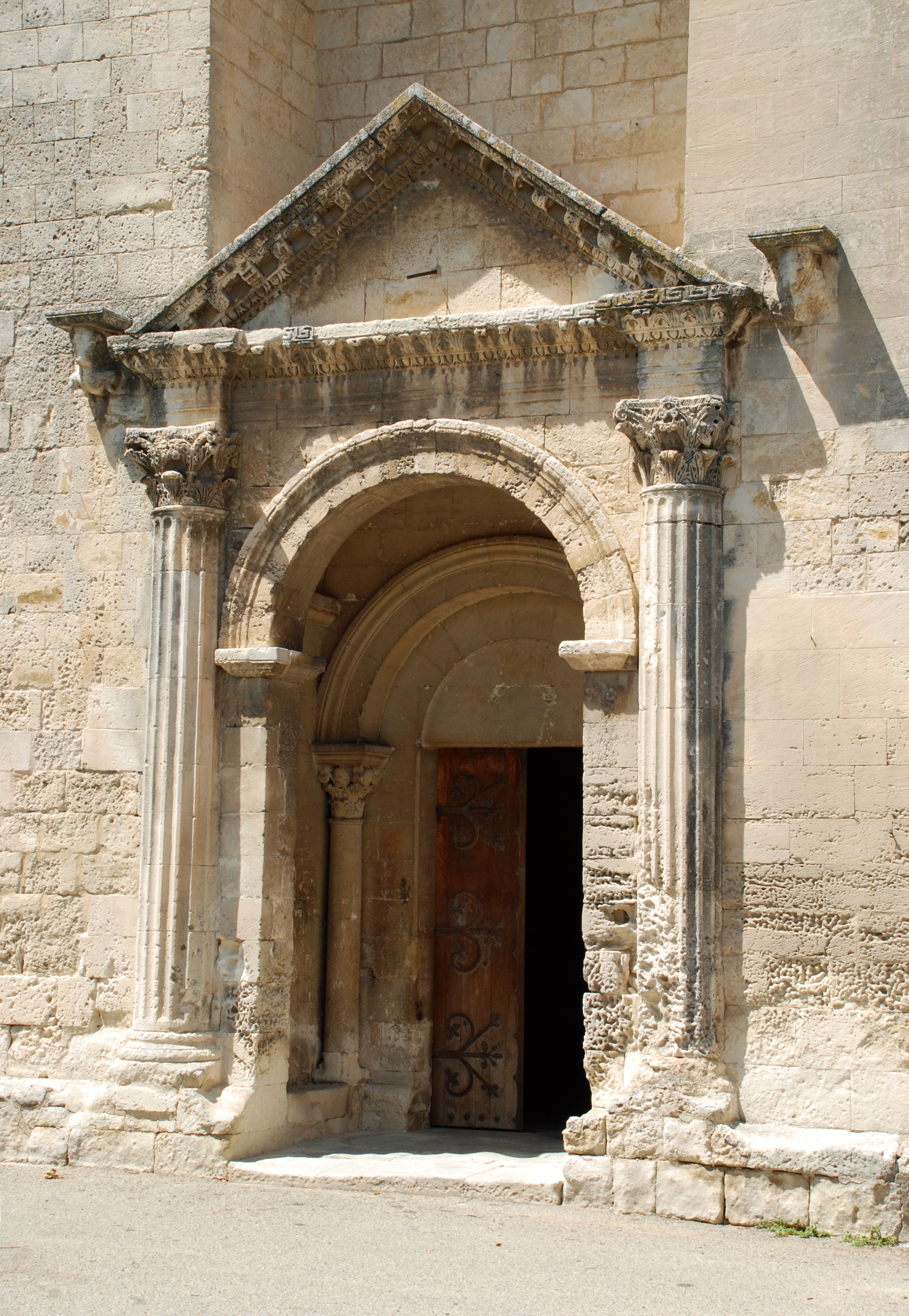
Le porche méridional.

### Chevet
Le chevet, construit durant les dernières décennies du XIIe siècle en pierres de taille reposant sur quatre assises de moellons, est de forme pentagonale, les cinq pans étant séparés les uns des autres par des pilastres carrés.
Tout comme le porche, il arbore une remarquable décoration inspirée de l'antique :
- chapiteaux à feuilles d'acanthe
- entablement à l'antique
- frise
- modillons ornés de palmettes

La façade sur laquelle s'appuie le chevet est surmontée d'un fronton brisé.

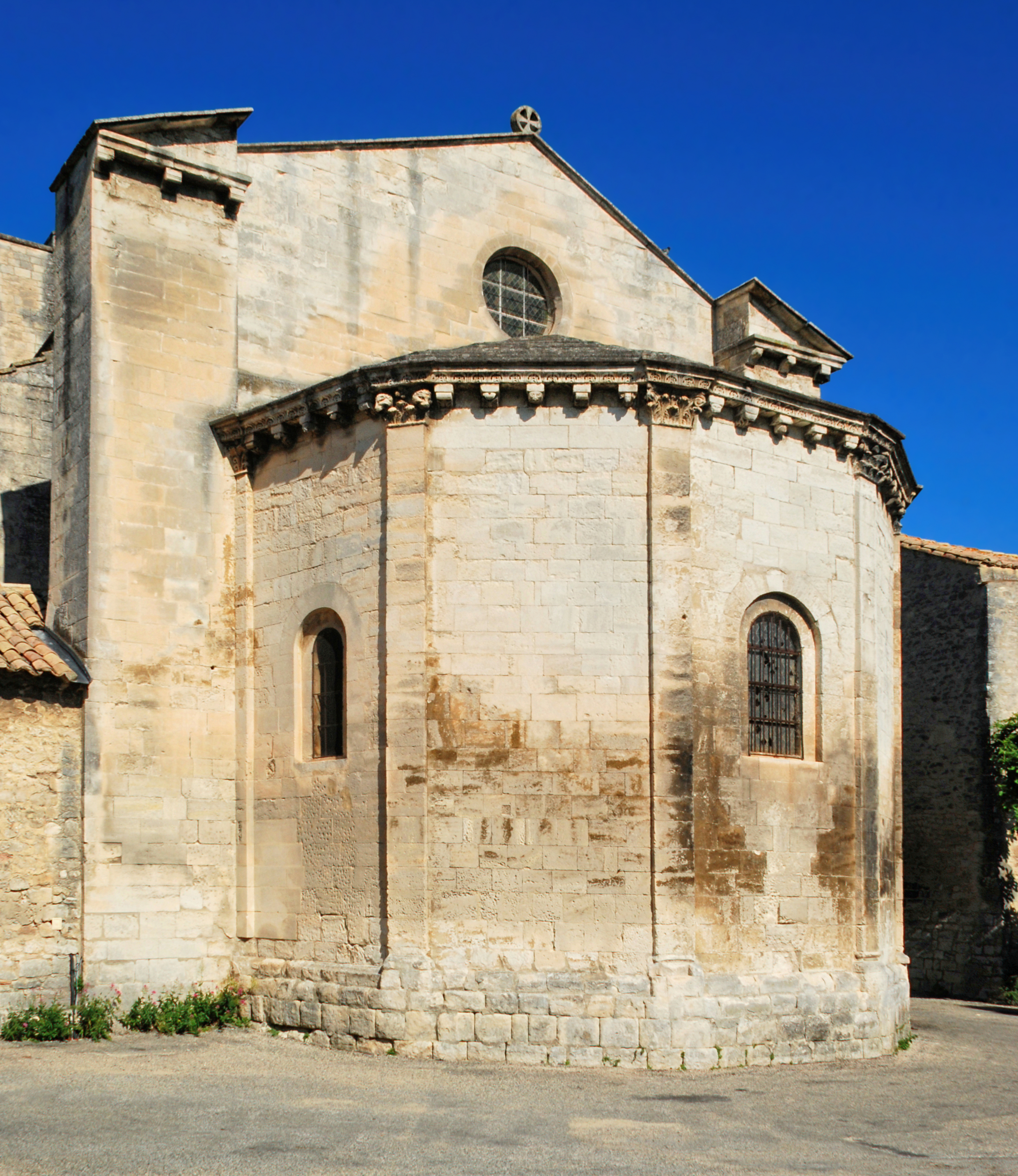
Le chevet.
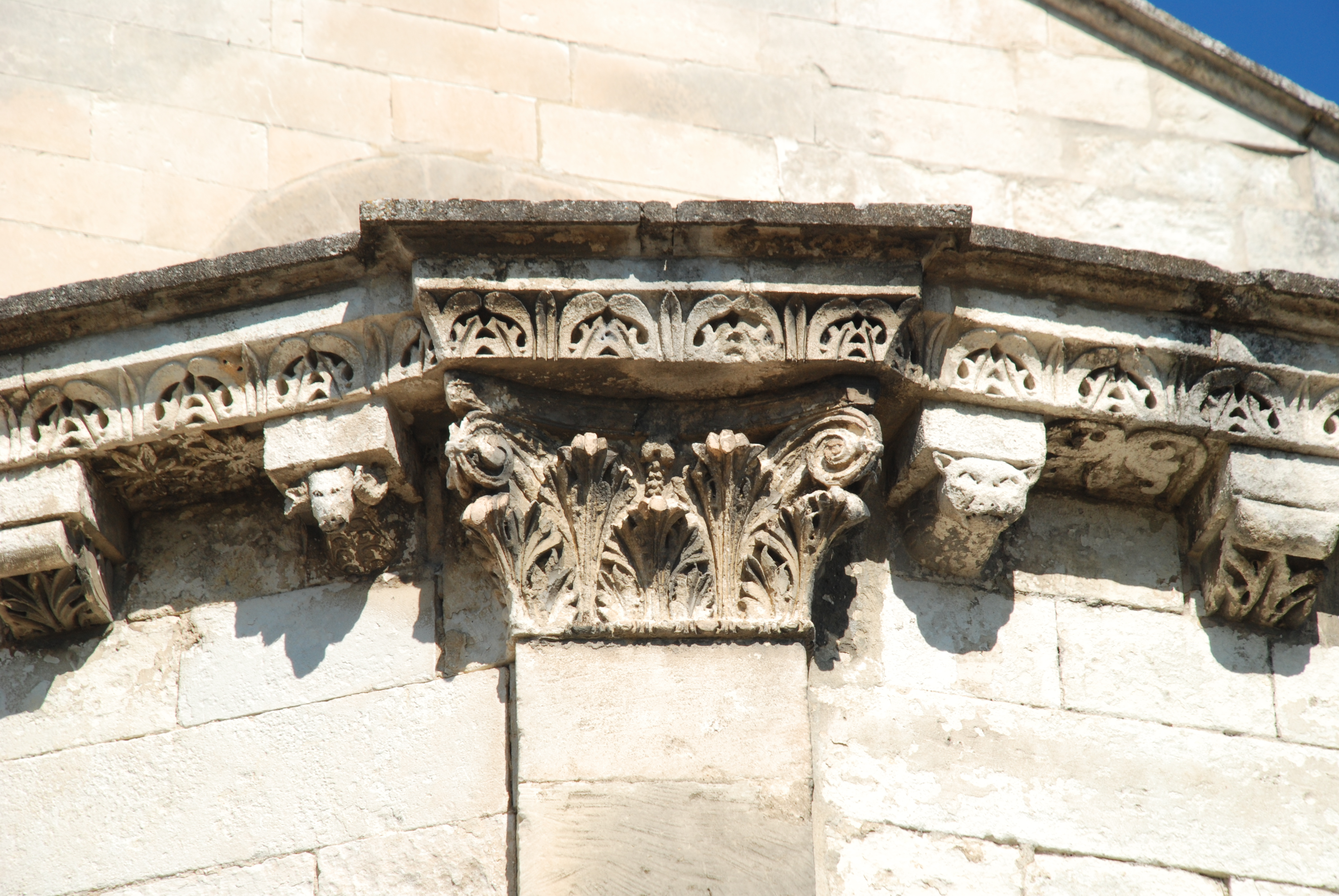
Chapiteau à feuilles d'acanthe.
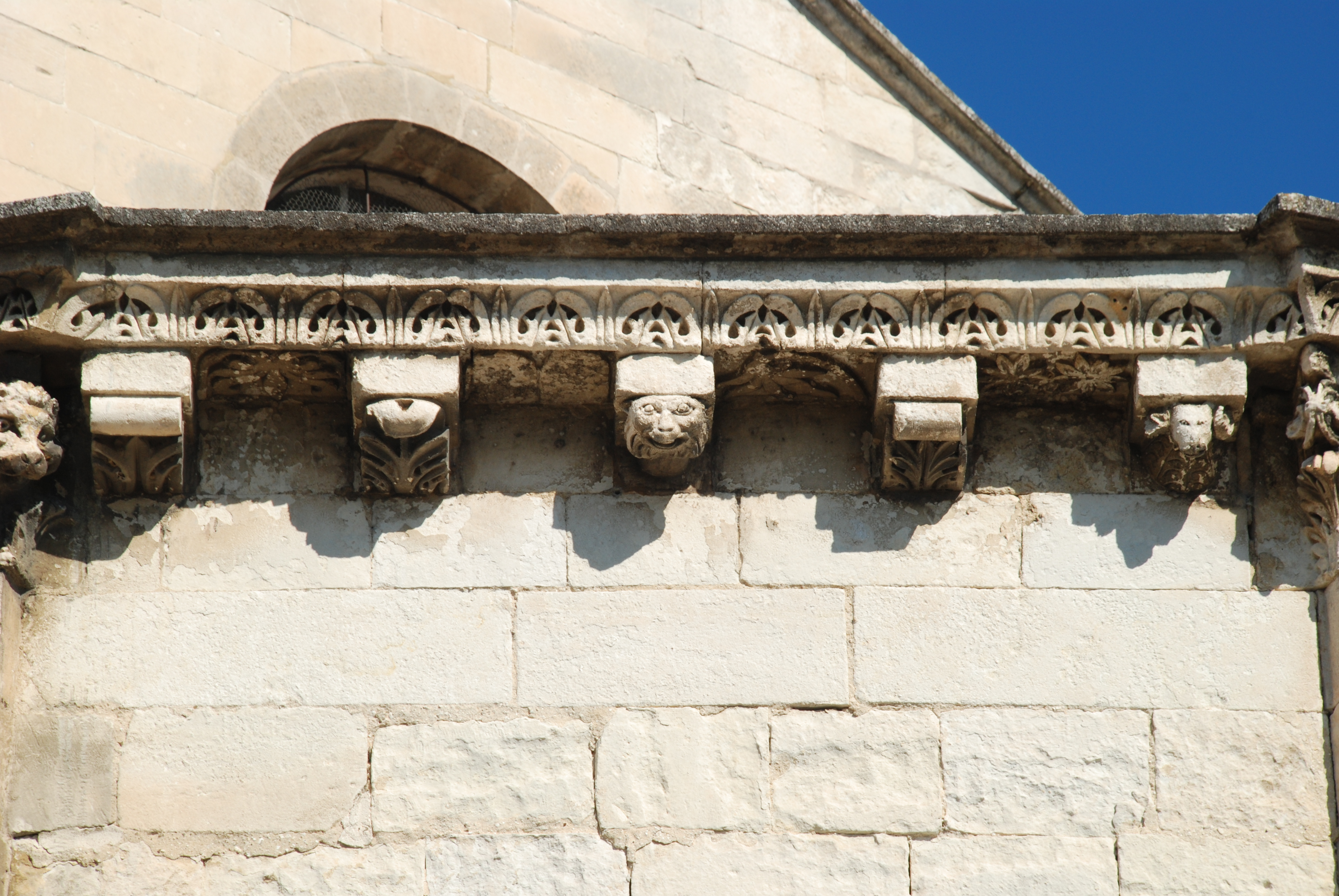
Frise et modillons.
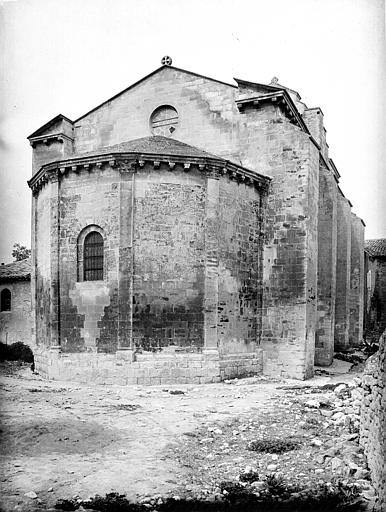
Le chevet par Séraphin-Médéric Mieusement.

### Intérieur
La nef unique, voûtée en berceau brisé, présente, elle aussi, une abondante décoration antiquisante :  
- corniche ornée de feuilles d'acanthe
- colonnettes aux fûts ornés
- puissants chapiteaux à feuilles d'acanthe

La jonction avec la tour funéraire est assurée par un impressionnant arc brisé à triple rouleau.
L'abside, voûtée en coquille, est décorée d'arcs dont les archivoltes sont supportées par des colonnes romanes à chapiteaux d'une rare élégance.

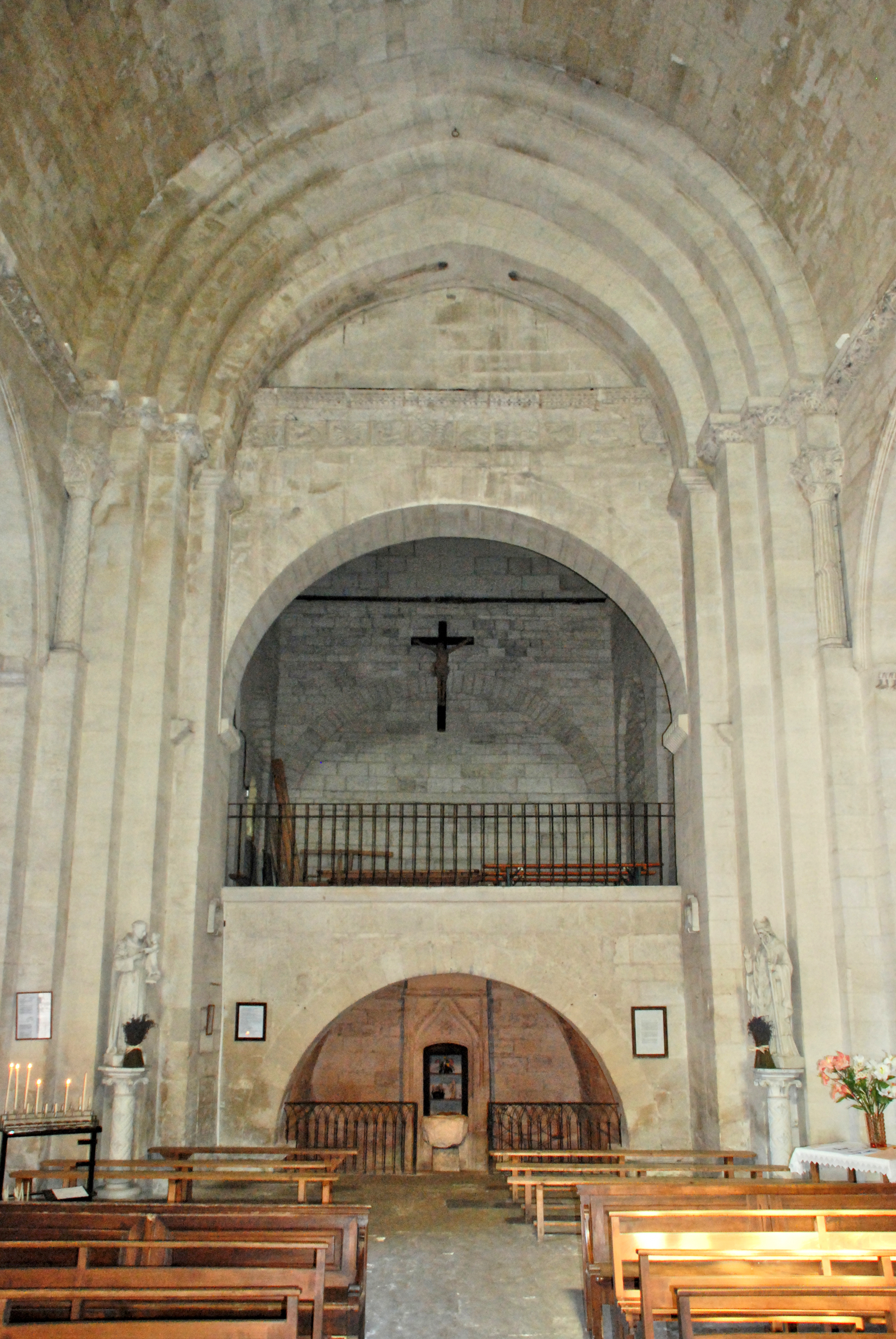
Fond de la nef.
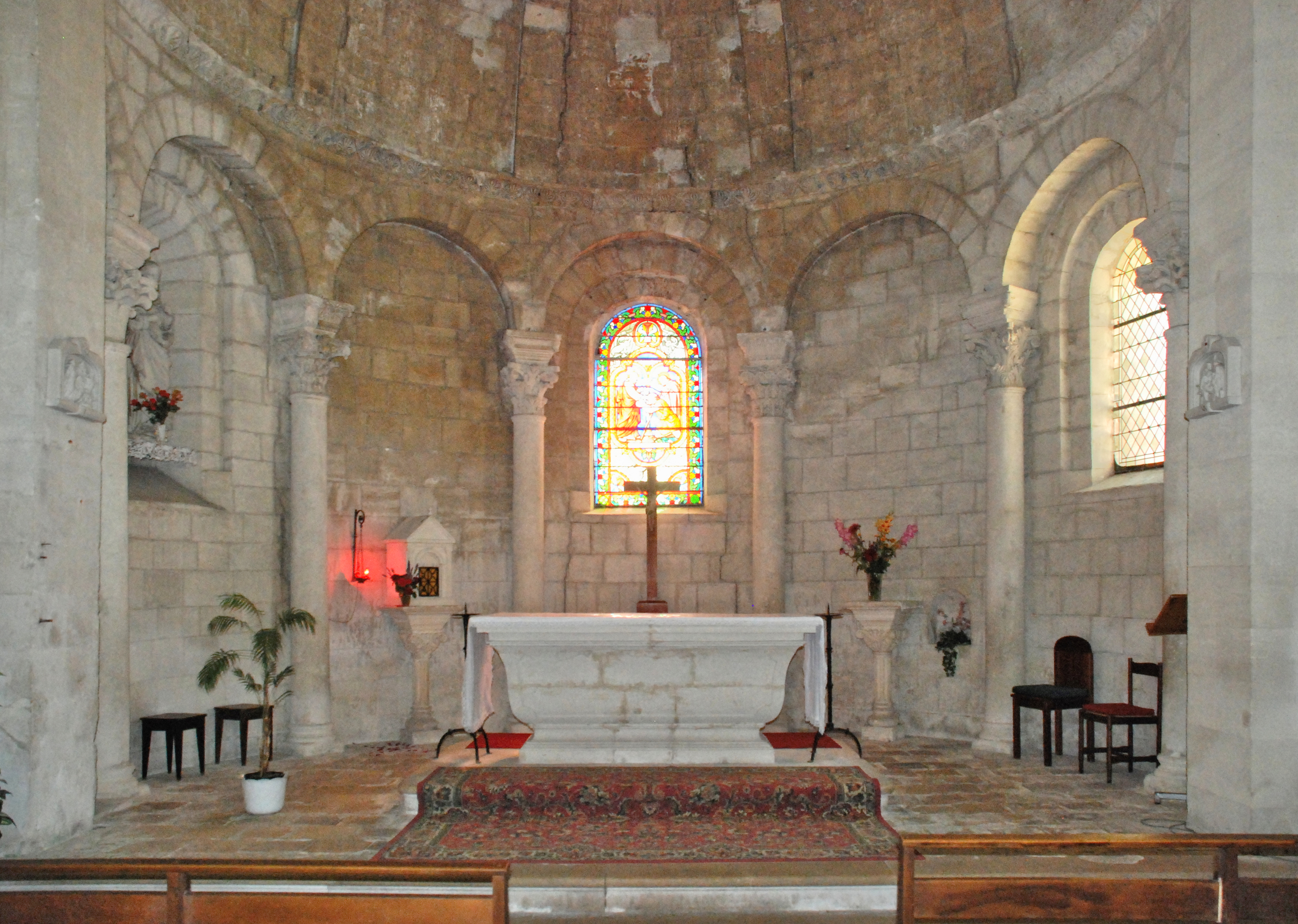
Abside.
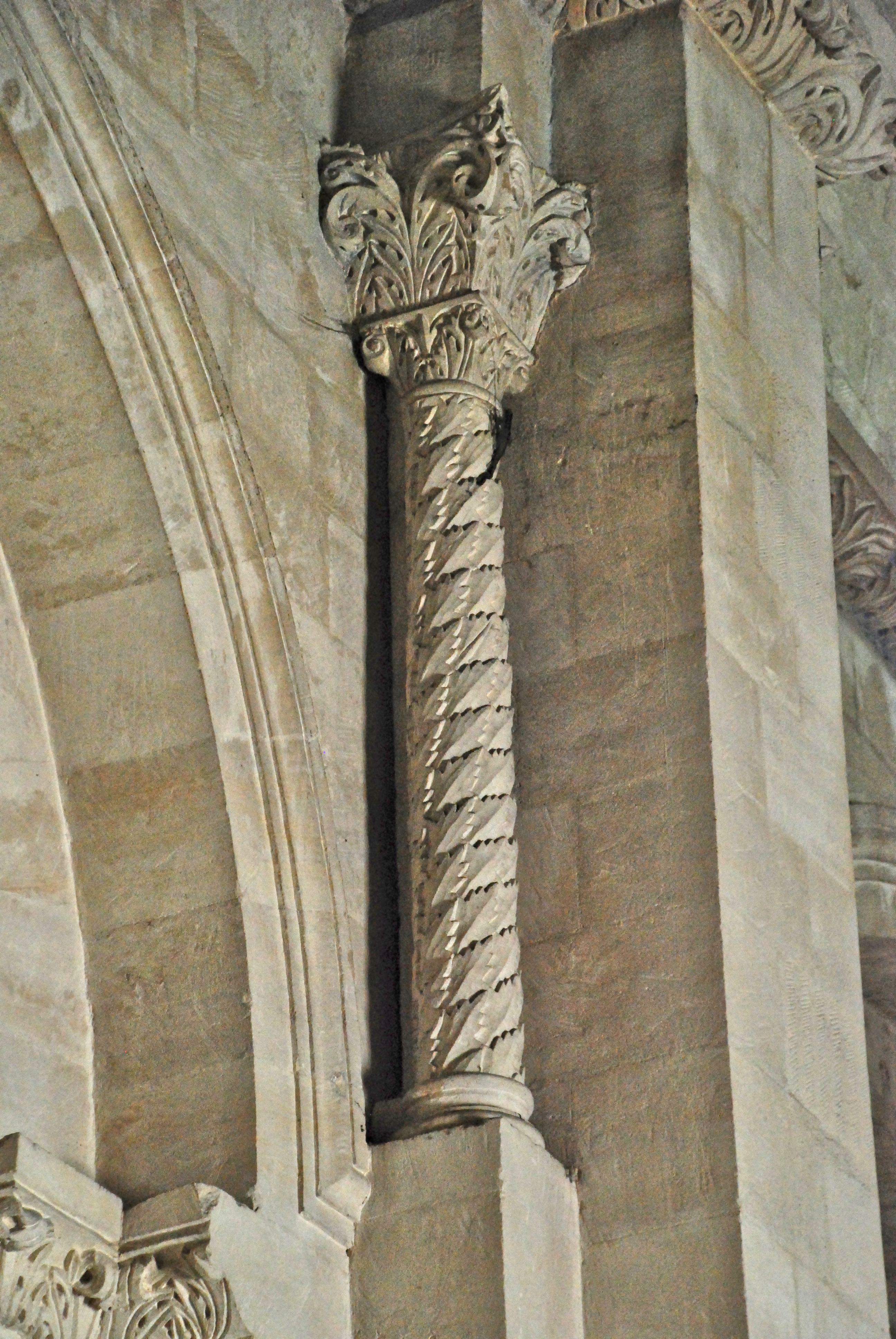
Colonne.
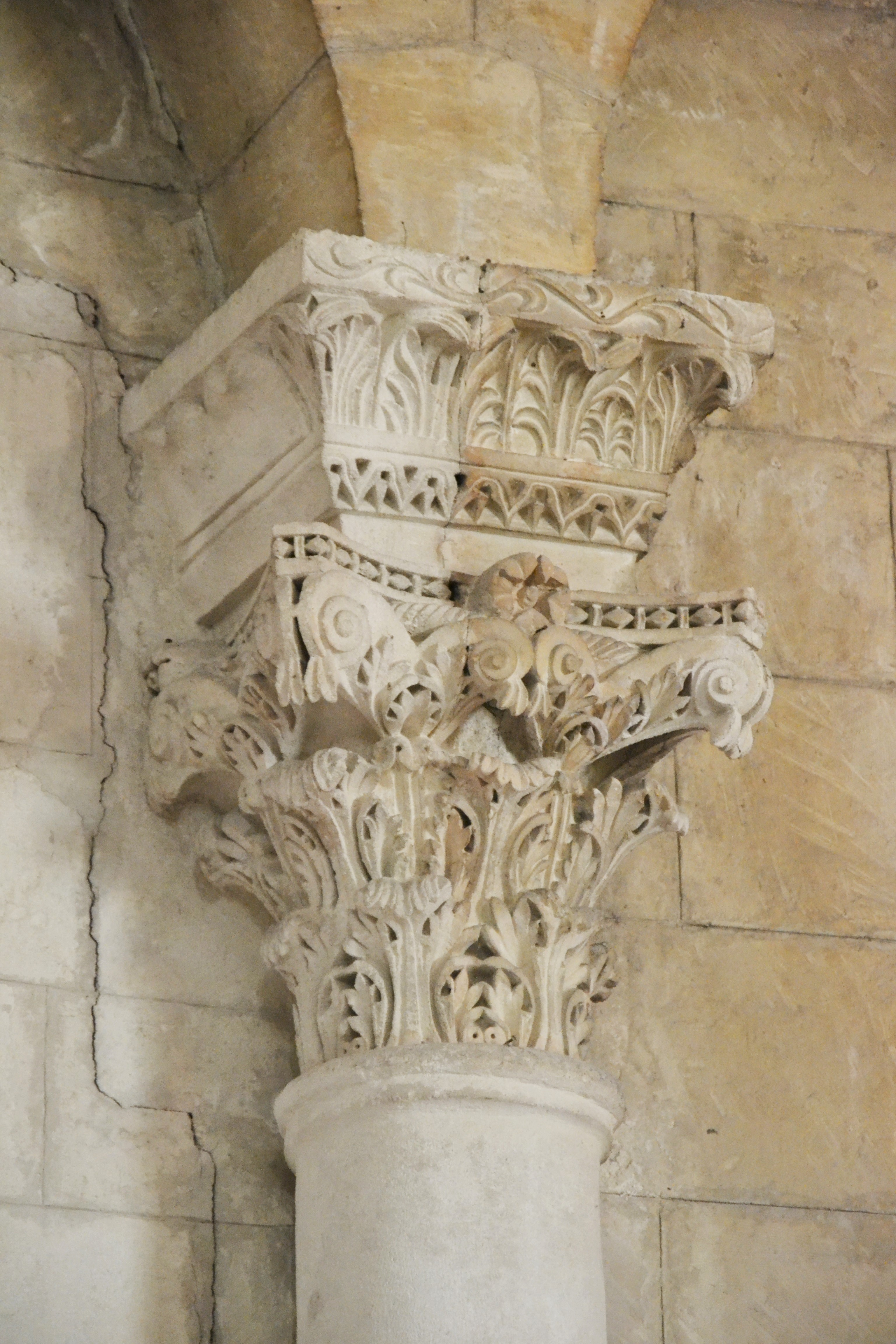
Chapiteau.